# Bloco Magisterial de Concertação Nacional
O Bloco Magisterial de Concertação Nacional (em castelhano: Bloque Magisterial de Concertación Nacional), mais conhecido pelo acrónimo BMCN, é um bloco parlamentar de esquerda do Congresso da República do Peru. Formado em 11 de maio de 2022, reúne vários congressistas dissidentes do até então partido governista Peru Livre. O BMCN é classificado por analistas políticos peruanos como favorável ao governo socialista de Pedro Castillo.

## Histórico
Em 11 de maio de 2022, dez congressistas do grupo parlamentar Peru Livre anunciaram sua renúncia devido a um desacordo sobre a eleição dos novos magistrados do Tribunal Constitucional , sem discussão prévia. No entanto, a deputada e ex-ministra Katy Ugarte contesta a renúncia após este evento, mas faz alusão a um acordo coletivo que vinha sendo preparado há muito tempo, e cuja entrevista coletiva estava marcada para o mesmo dia. Segundo o eleito, “passaram-nos à frente”, referindo-se à comunicação social, tendo divulgado a informação e as cartas de demissão. Três dias depois, em 14 de maio, os dez congressistas renunciantes da "ala docente" do partido governista Peru Livre anunciaram a criação do bloco parlamentar.